# 北海道鷹栖高等学校
北海道鷹栖高等学校（ほっかいどうたかすこうとうがっこう、Hokkaido Takasu High School）は、北海道上川郡鷹栖町にある公立（道立）の高等学校。全日制普通科。

## 沿革
- 1952年 - 定時制普通科設置の北海道旭川北高等学校鷹栖分校として開校、同年北海道鷹栖高等学校と改称
- 1975年 - 全日制普通科設置
- 1978年 - 定時制課程閉講
- 1981年 - 鷹栖町から北海道へ移管

## 交通アクセス
- バス
  - 道北バス旭川駅発10線10号線乗車約30分
- 自家用車
  - JR旭川駅より12.1km
  - 国道12号より3.5km